# 芽胞蹄盖蕨
芽胞蹄盖蕨（学名：Athyrium clarkei），为蹄盖蕨科蹄盖蕨属下的一个植物种。